# Idrosterzo

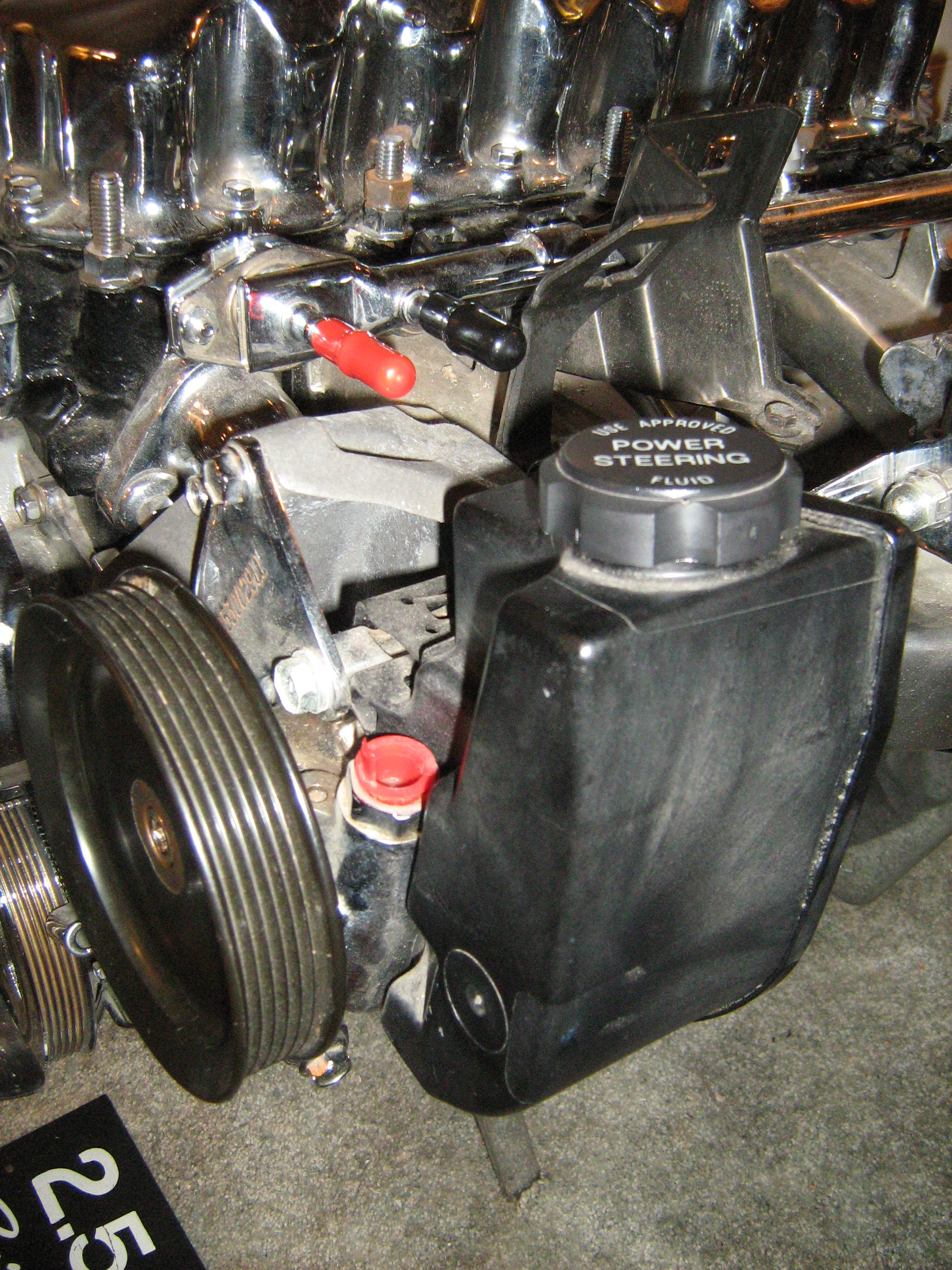
Servosterzo con relativo serbatoio

L'idrosterzo o idroguida è un servosterzo idraulico (intendendo per servosterzo ogni tipo di componente aggiuntivo dello sterzo che facilita la sterzata del veicolo), generalmente impiegato su veicoli pesanti, sia ad uso privato (grosse autovetture) sia commerciali (furgoni ecc). L'idroguida in senso stretto indica la scatola dello sterzo idraulico, cioè una componente del sistema. Del servosterzo in senso lato sono esposte le peculiarità più sotto.

## Funzionamento
Il sistema del servosterzo idraulico comprende:
- un serbatoio dell'olio.
- una pompa a ingranaggi che lavora a circa 70 bar, azionata dal motore.
- un distributore con quattro luci (cioè fori) normalmente sempre chiuse.
- un dispositivo di comando del distributore, posizionato nel piantone, nel quale è presente una vite globoidale.
- un cilindro operatore al cui interno scorre su uno stelo uno stantuffo che divide il cilindro in due camere ed a un'estremità è collegato ai leveraggi dello sterzo mentre all'altra estremità è collegato al telaio.
- una valvola limitatrice di pressione al fine corsa dello sterzo.

Il funzionamento è semplice:
In posizione neutra cioè col volante fermo, al di là della posizione delle ruote, l'olio inviato dalla pompa al distributore, non trova accesso al cilindro operatore in quanto le luci del distributore sono tutte chiuse, e torna al serbatoio attraverso un tubo di recupero.
Quando si effettua una sterzata, per esempio verso destra, la rotazione del volante comanda il dispositivo che aziona il distributore a esso collegato, facendogli aprire due delle quattro "luci", che attraverso un tubicino conducono l'olio in una delle due camere del cilindro operatore. Quest'aumento di pressione nella camera sposta in direzione opposta lo stantuffo che così agisce sui leveraggi delle ruote, e ne agevola notevolmente la sterzata imposta dalla direzione del volante.
Ovviamente quando una camera si riempie, l'altra si svuota essendo in collegamento col circuito di recupero (serbatoio dell'olio).
Nella sterzata a sinistra il movimento del volante aziona nuovamente il distributore, che questa volta apre le due luci che consentono l'accesso dell'olio nella camera opposta del cilindro operatore, muovendo quindi le ruote nell'altro senso.
La valvola limitatrice di pressione si aziona solo se e quando arriviamo al fine corsa dello sterzo, e riporta in automatico l'olio al circuito di recupero senza rimandarlo nel cilindro.

## Vantaggi del servosterzo idraulico
Il servosterzo idraulico offre:
- maggior potenza sterzante riducendo la fatica delle braccia nei movimento dello sterzo;
- migliore controllo del mezzo in caso di foratura dello pneumatico;
- maggiore comfort, riducendo la reazione al volante in caso di terreno sconnesso.

## Svantaggi del servosterzo idraulico
Il servosterzo a seconda delle case costruttrici e dei veicoli su cui viene installato di serie può presentare i difetti di:
- velocità di sterzata, il sistema idroguida ha una velocità di sterzo che in alcuni casi non riesce a soddisfare la sensibilità e la precisione della guida;
- ritardo di sterzo per via del meccanismo di controllo delle ruote, che vengono azionate con un lieve ritardo;
- lieve aumento dei consumi, una pompa idraulica o un motore elettrico comunque assorbe energia;
- aumento di dispositivi meccanici che si possono rompere a differenza di sistemi come il servosterzo elettronico.